# Ишим (река)
Иши́м (каз. Есіл) — река в Казахстане и России, левый и самый длинный приток Иртыша.
Длина — 2450 км, площадь водосборного бассейна — 177 000 км² (163 000 км²). Среднегодовой сток реки составляет около 2,5 км³. Устье Ишима находится по левому берегу Иртыша, на его 1016-м километре.
По данным государственного водного реестра России относится к Иртышскому бассейновому округу; речной бассейн — Иртыш; речной подбассейн — бассейны притоков Иртыша до впадения Ишима; водохозяйственный участок — Ишим от границы России с Казахстаном до устья без озера Большой Уват, до гидроузла Большой Уват.

## Этимология
Народное предание рассказывает, что река Ишим получила своё название от имени сына сибирского хана Кучума Ишима, который утонул в безымянной реке, названной позднее в его честь. Также слово «Ишимак» с татарского переводится как «разрушающий».
Согласно Е. М. Поспелову, казах. есиль, др.-тюрк. йешиль — «голубая».

## Общая физико-географическая характеристика

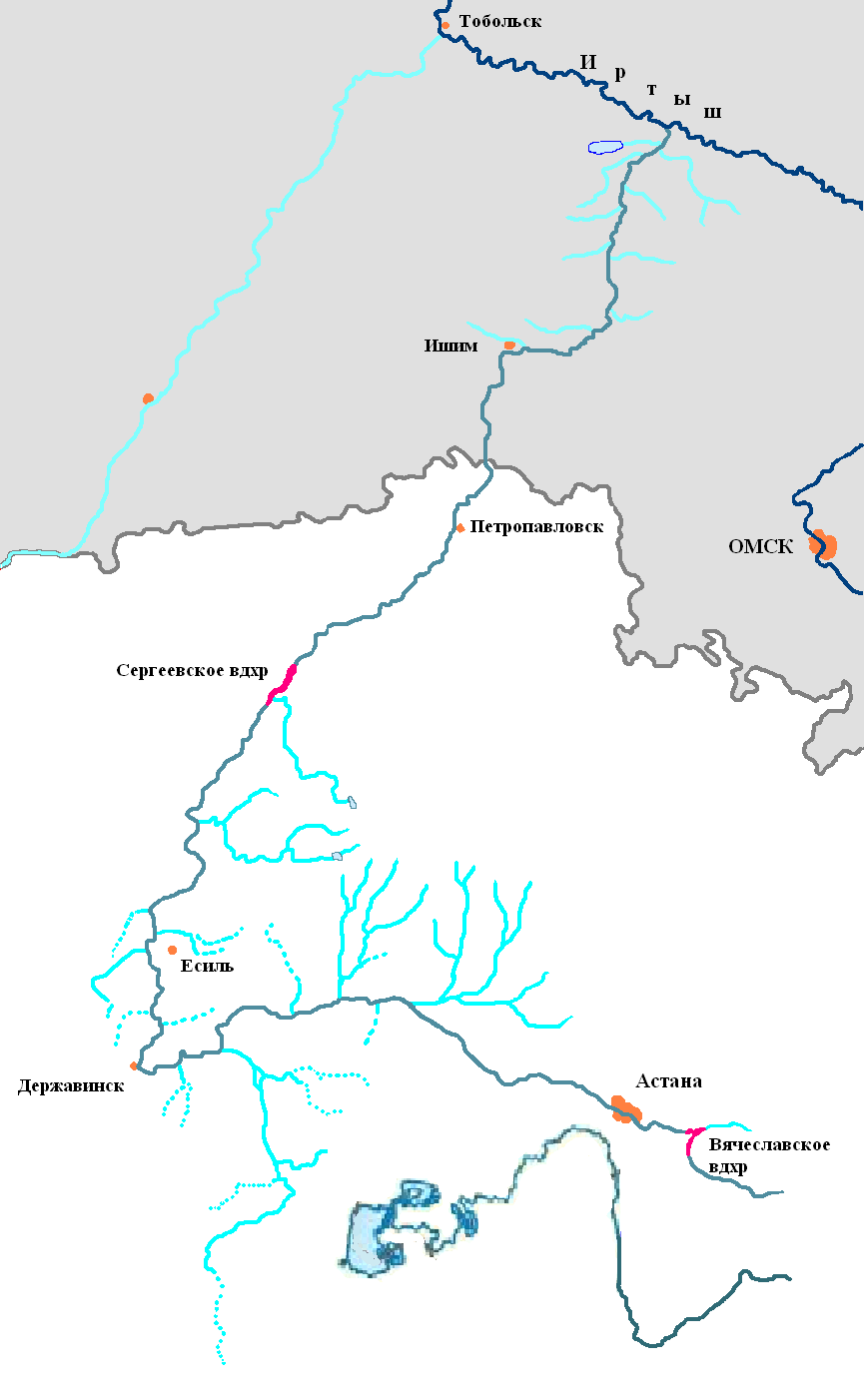
Схема русла реки

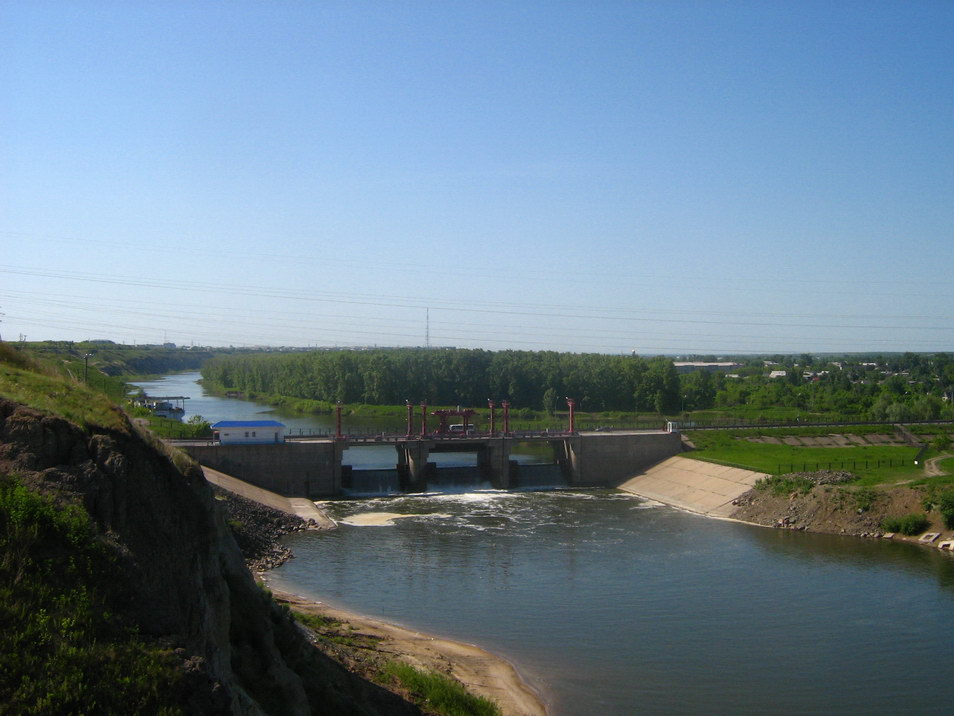
Петропавловский гидроузел на реке Ишим вблизи города Петропавловска

Река берёт начало в невысоком горном массиве Нияз Казахского мелкосопочника у села Пришимское и на протяжении 775 км течёт на северо-запад, принимая ряд крупных притоков, стекающих с Кокшетауской возвышенности и с отрогов гор Улытау. В верховьях течёт в основном в узкой долине, в скалистых берегах. Ниже Астаны долина расширяется, за Атбасаром направление на юго-запад. На 1578 км у города Державинска (условная граница верхнего течения Ишима) русло резко меняет своё направление на меридианное — с юга на север. Ниже Сергеевки река выходит на Западно-Сибирскую равнину и течёт по плоской Ишимской равнине в широкой пойме с многочисленными старицами, в низовьях протекает среди болот и впадает в Иртыш у села Усть-Ишим.

### Гидрология и климат
Питание Ишима преимущественно снеговое. Река замерзает в начале ноября, вскрывается в апреле — мае. Средний расход воды у села Орехово в 61 км от устья — 83,1 м³/с, наибольший — 712 м³/с. Максимальный расход воды реки Ишим в верхнем течении у города Астана составляет 1080—1100 м³/с, годовой объём стока 1 299 967 тыс. м³/год. Среднегодовой расход воды 1,11 м³/с.
Общая равнинность бассейна определяет возможность прохождения воздушных масс с запада (преобладающий тип), севера, юго-запада и юго-востока. Наиболее увлажненные периоды связаны с западной и в меньшей степени с меридиональной циркуляцией, маловодные — с преобладанием восточной составляющей.
Наиболее холодный месяц январь, наиболее теплый — июль. Экстремальные температуры воздуха, наблюденные в зимний и летний сезон, составляют соответственно −49 °C, +40 °C. Продолжительность теплого периода по датам перехода температуры воздуха через 0 °C — 180—200 дней. Весенний период непродолжителен (20-30 дней) и начинается во второй половине апреля, характеризуется быстрым нарастанием температуры, до 0,5° в сутки, что определяет интенсивное снеготаяние.
В течение года распределение осадков неравномерное. В теплый период года выпадает 70-72 % годовой суммы осадков, при направленном изменении в северном направлении от 300 мм до 400 мм. В среднем наибольшее количество осадков за месяц выпадает в июле, а наименьшее — в феврале. В распределении снежного покрова по территории бассейна наблюдается четко выраженная зональность с севера на юг. Наибольшей величины снегозапасы достигают обычно в начале и середине марта и составляют 25-40 см. Средние (из наибольших за зиму) запасы воды в снежном покрове перед началом весеннего снеготаяния находятся в пределах 80-100 мм.
Более подробная информация о количестве выпадающих осадков и средних температурах приведена в климатограммах населённых пунктов, расположенных на реке Ишим (от истока к устью)
| Климатограмма Астаны                            | Климатограмма Астаны | Климатограмма Астаны | Климатограмма Астаны | Климатограмма Астаны | Климатограмма Астаны | Климатограмма Астаны | Климатограмма Астаны | Климатограмма Астаны | Климатограмма Астаны | Климатограмма Астаны | Климатограмма Астаны |
| ----------------------------------------------- | -------------------- | -------------------- | -------------------- | -------------------- | -------------------- | -------------------- | -------------------- | -------------------- | -------------------- | -------------------- | -------------------- |
| Я                                               | Ф                    | М                    | А                    | М                    | И                    | И                    | А                    | С                    | О                    | Н                    | Д                    |
| 16 −10 −18                                      | 15 −9 −19            | 18 −3 −12            | 21 11 0              | 35 20 8              | 37 26 13             | 50 27 15             | 29 25 13             | 22 19 7              | 27 10 0              | 28 −1 −9             | 22 −8 −16            |
| Температура в °C • Сумма осадков в мм Источник: |                      |                      |                      |                      |                      |                      |                      |                      |                      |                      |                      |

| Климатограмма Державинска                       | Климатограмма Державинска | Климатограмма Державинска | Климатограмма Державинска | Климатограмма Державинска | Климатограмма Державинска | Климатограмма Державинска | Климатограмма Державинска | Климатограмма Державинска | Климатограмма Державинска | Климатограмма Державинска | Климатограмма Державинска |
| ----------------------------------------------- | ------------------------- | ------------------------- | ------------------------- | ------------------------- | ------------------------- | ------------------------- | ------------------------- | ------------------------- | ------------------------- | ------------------------- | ------------------------- |
| Я                                               | Ф                         | М                         | А                         | М                         | И                         | И                         | А                         | С                         | О                         | Н                         | Д                         |
| 19 −10 −18                                      | 13 −9 −18                 | 12 −2 −11                 | 20 12 1                   | 23 22 8                   | 26 27 14                  | 35 29 16                  | 26 27 13                  | 21 21 7                   | 26 10 0                   | 21 0 −8                   | 20 −6 −15                 |
| Температура в °C • Сумма осадков в мм Источник: |                           |                           |                           |                           |                           |                           |                           |                           |                           |                           |                           |

| Климатограмма Петропавловска                    | Климатограмма Петропавловска | Климатограмма Петропавловска | Климатограмма Петропавловска | Климатограмма Петропавловска | Климатограмма Петропавловска | Климатограмма Петропавловска | Климатограмма Петропавловска | Климатограмма Петропавловска | Климатограмма Петропавловска | Климатограмма Петропавловска | Климатограмма Петропавловска |
| ----------------------------------------------- | ---------------------------- | ---------------------------- | ---------------------------- | ---------------------------- | ---------------------------- | ---------------------------- | ---------------------------- | ---------------------------- | ---------------------------- | ---------------------------- | ---------------------------- |
| Я                                               | Ф                            | М                            | А                            | М                            | И                            | И                            | А                            | С                            | О                            | Н                            | Д                            |
| 20 −14 −22                                      | 15 −13 −22                   | 14 −5 −14                    | 22 8 −2                      | 27 18 6                      | 43 24 11                     | 61 25 14                     | 47 22 11                     | 31 17 6                      | 31 6 −2                      | 24 −4 −12                    | 19 −10 −18                   |
| Температура в °C • Сумма осадков в мм Источник: |                              |                              |                              |                              |                              |                              |                              |                              |                              |                              |                              |

| Климатограмма Усть-Ишима                        | Климатограмма Усть-Ишима | Климатограмма Усть-Ишима | Климатограмма Усть-Ишима | Климатограмма Усть-Ишима | Климатограмма Усть-Ишима | Климатограмма Усть-Ишима | Климатограмма Усть-Ишима | Климатограмма Усть-Ишима | Климатограмма Усть-Ишима | Климатограмма Усть-Ишима | Климатограмма Усть-Ишима |
| ----------------------------------------------- | ------------------------ | ------------------------ | ------------------------ | ------------------------ | ------------------------ | ------------------------ | ------------------------ | ------------------------ | ------------------------ | ------------------------ | ------------------------ |
| Я                                               | Ф                        | М                        | А                        | М                        | И                        | И                        | А                        | С                        | О                        | Н                        | Д                        |
| 22 −15 −24                                      | 15 −13 −23               | 15 −4 −15                | 27 6 −4                  | 39 16 4                  | 63 22 10                 | 73 24 13                 | 67 20 10                 | 46 14 5                  | 39 4 −3                  | 32 −6 −13                | 24 −11 −20               |
| Температура в °C • Сумма осадков в мм Источник: |                          |                          |                          |                          |                          |                          |                          |                          |                          |                          |                          |

Таяние снежного покрова весной начинается обычно ещё при отрицательных температурах воздуха за счет притока тепла от солнечной радиации. Снежный покров в российской части бассейна сходит, в среднем, около 20-25 апреля. Колебания запасов воды в снеге значительны — до 4-5 раз, что определяет и большие колебания стока в период половодья. Равнинный рельеф территории благоприятствует развитию ветровой деятельности.
Максимальные объёмы стока и расходы воды приходятся на фазу весенне-летнего половодья. Для Ишима характерно распластывание волны половодья, что приводит к уменьшению расходов вниз по течению от села Ильинка до устья в полтора раза. Максимальные расходы изменяются во всех створах в широких пределах. Максимум весеннего половодья приходится на май — июнь. В низовьях река в половодье разливается до 15 км. Расходы обеспеченностью 1 % в 5-10 раз превышают расходы обеспеченностью 50 % и в 70 раз — расходы обеспеченностью 95 %. Наибольший расход на реке Ишим наблюдался в 1908 году (до 280,0 м³/с), минимальный — в 1968 году (1,57 м³/с). В летне-осенний сезон сток уменьшается от июля к октябрю, а в зимний период от ноября к марту. Переход от летне-осенней межени к зиме не сопровождается падением уровня, а наоборот, процессы льдообразования на перекатах суживают течение и создают подпор для вышерасположенных плёсов, от чего уровни на них несколько повышаются.
На формирование стока реки до 1959 года оказывал влияние систематический, а в дальнейшем периодический переток воды из бассейна реки Нуры. Сток реки на территории Казахстана зарегулирован водохранилищами, 11 водохранилищ имеют емкость более 10 млн м³. Многолетнее регулирование стока реки Ишим осуществляется двумя водохранилищами: Вячеславским (полезный объём = 375,4 млн м³) и Сергеевским (полезный объём = 635 млн м³).
Суммарный сток взвешенных наносов в среднем течении реки составляет 500—600 тысяч тонн в год, за пределы бассейна в виде взвешенных частиц выносится 200—250 тысяч тонн. Преобладающая часть наносов проходит в русле Ишима в весенний период, зимой количество наносов ничтожно, а в летне-осенний период составляет единицы процентов от годового стока наносов. Наибольшая мутность наблюдается после пика половодья, но в отдельные годы — и при максимальных расходах воды. Гранулометрический состав взвешенных наносов характеризуется преобладанием мелких частиц, до 90-95 % наносов имеет диаметр менее 0,1 мм. Обычно на равнинных реках влекомые наносы не превышают 5-8 % от взвешенных. В настоящее время часть наносов задерживается в Сергеевском водохранилище.

### Бассейн
Площадь водосборного бассейна реки Ишим составляет 177 000 км², из них на территорию России приходится около 20 % площади, в пределах которых формируется около 30 % стока. Основные притоки (на территории Казахстана): правые — Колутон, Жабай, Акканбурлык, Иманбурлык, левые — Терисаккан. Основные притоки (на территории России): левые — Карасуль (впадает в Ишим недалеко от села Боровое), Ик, правые — Барсук, Ир.

### Города

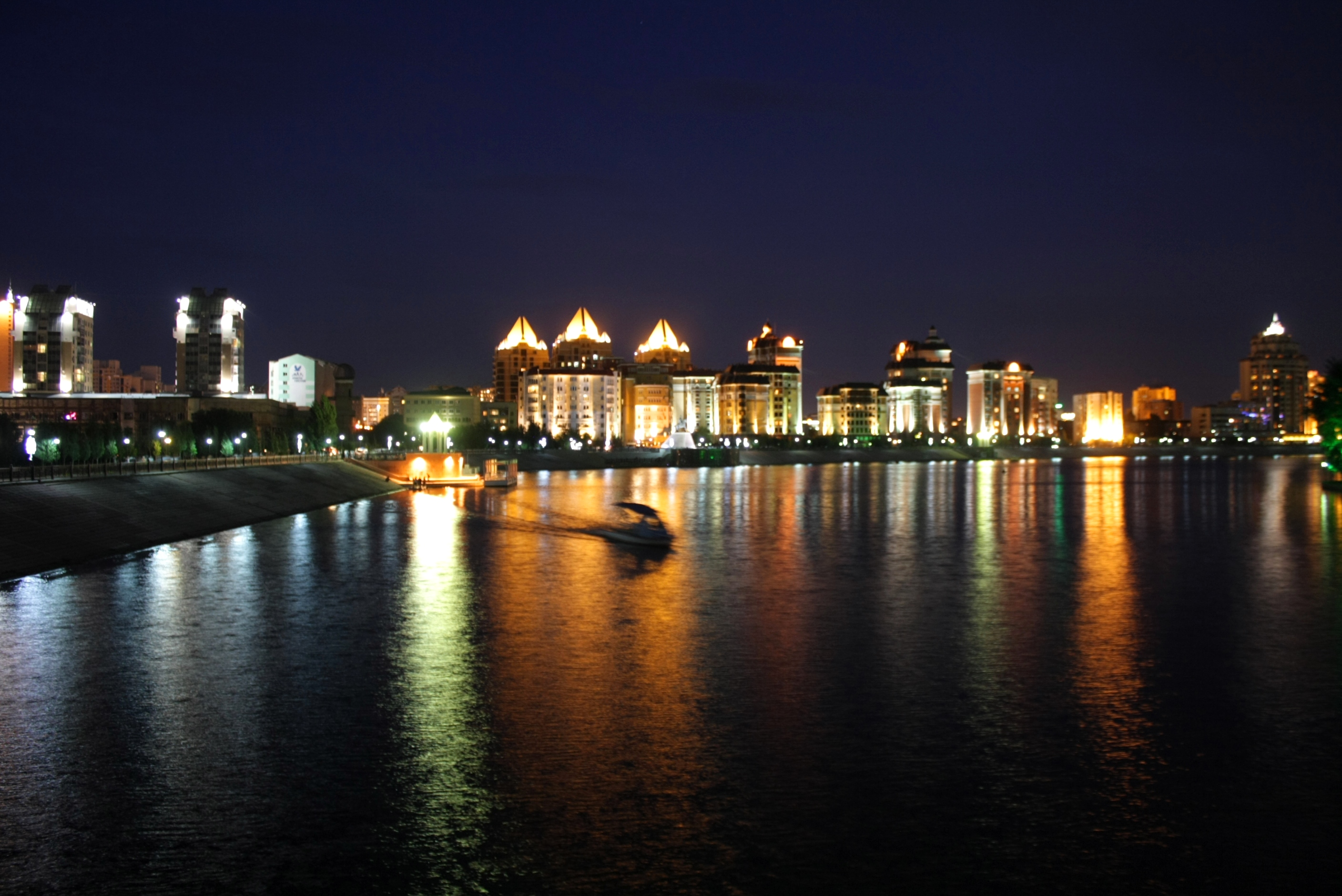
Набережная реки в Астане

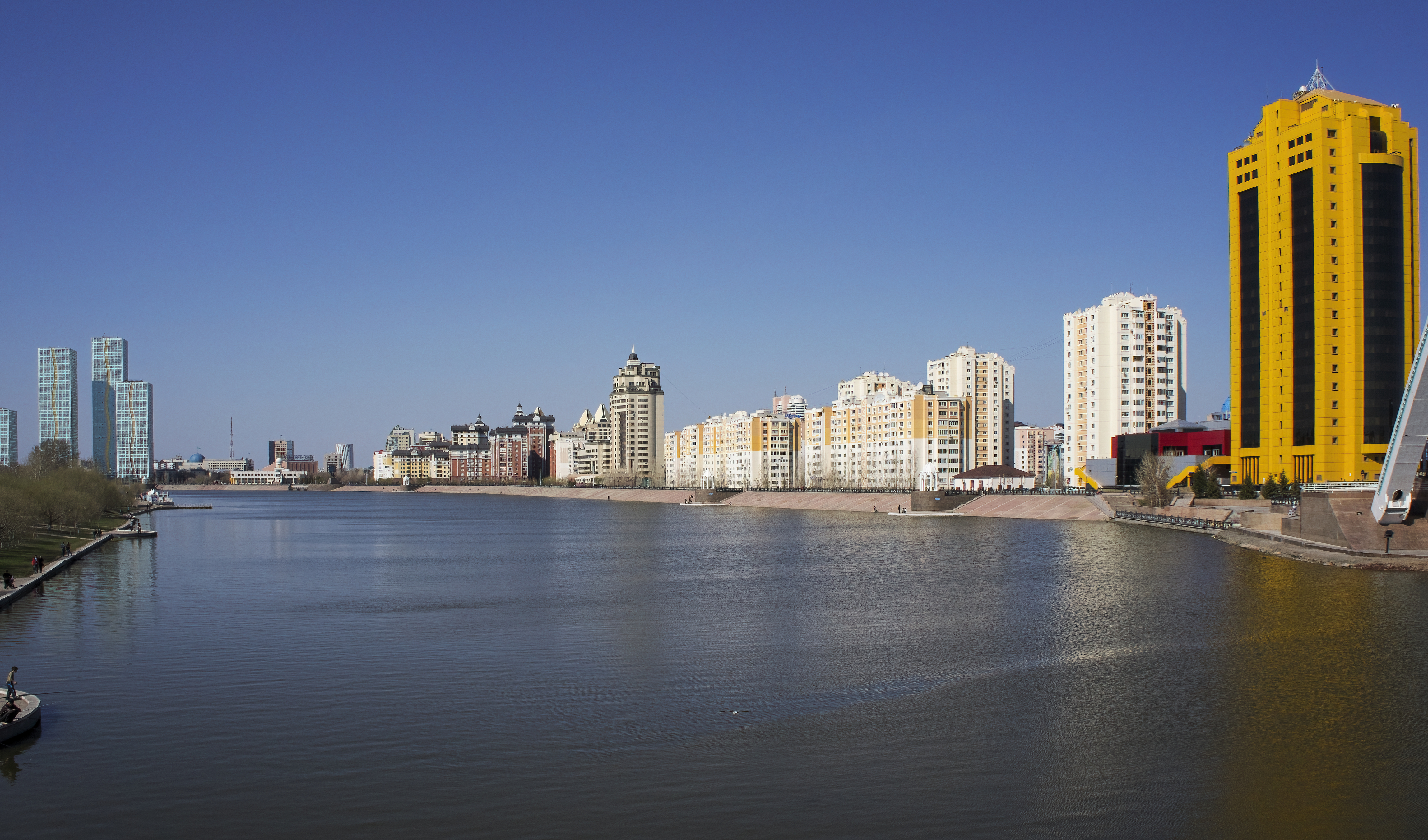
Река Ишим в Астане

На территории Казахстана на Ишиме расположены города Астана, Есиль, Державинск, Сергеевка и Петропавловск, на территории России — город Ишим.

## Хозяйственное значение
Вода реки используется для хозяйственно-питьевых целей. Кроме того, река используется в целях рекреации. На территории Синицинского бора, прилегающей к реке Ишим, находятся геотермальные источники хлоридно-натриевых минеральных вод.
Река имеет транспортное значение. Ишим судоходен вверх от Петропавловска на 270 км до Сергеевского водохранилища и от села Викулово (Тюменская область) до устья. Навигация на Ишиме открыта с апреля по ноябрь.
Кроме того, река является рыбохозяйственным водоёмом первой категории.

## Экология
Воды Ишима сильно загрязнены. В нижнем течении (на территории России) содержание нефтепродуктов превышало рыбохозяйственные ПДК в 6 раз, концентрации нефтепродуктов варьировало от 2 до 3 ПДК (в устьевом створе), железа — от 7 до 4 ПДК вод. Содержание меди находилось в пределах 6-7 ПДК рыб, высокое содержание марганца (до 20 ПДК рыб) в воде реки отмечалось на всем протяжении. Среднегодовые концентрации пестицидов типа ДДТ и ГХЦГ варьировали от 0.001 до 0,03 мкг/л.

## Усть-ишимский человек
Близ села Усть-Ишим Омской области в 2008 году была обнаружена древнейшая известная находка останков человека современного типа (Homo sapiens) — бедренная кость возрастом 45 тыс. лет, из которой была извлечена качественная ДНК. Усть-ишимский человек оказался обладателем Y-хромосомной гаплогруппы К*(xLT) и митохондриальной гаплогруппы R.